# Vlado Vladić
Vlado Vladić (Kućani, Rama, 1967.) je hrvatski književnik, književni kritičar, prevoditelj i filozof.

## Životopis
Rođen je 1967. na Kućanima, Rama, Bosna i Hercegovina. Završio je tri fakulteta: studije slavistike (bohemistike i polonistike), bibliotekarstva, filozofije i teologije. Filozofiju magistrirao 1997. i doktorirao 2004. Prevodi s češkoga, engleskoga, njemačkoga, poljskoga, slovačkoga i slovenskoga jezika – filozofska, književna i teološka djela. Službeni je prevoditelj pri Ministarstvu vanjskih poslova i europskih integracija za prevođenje pravne stečevine Europske unije na hrvatski jezik. Objavio je četiri pjesničke knjige: Trenuci (Zagreb, 1993.), Razsredištenost (Mostar, 2003.), Litanije za p-ostanak na Kućanima (obojezično, na hrvatskom i engleskom jeziku, Zagreb, 2007.) i Teret smrtnoga života (Zagreb, 2008.); i dvije filozofske knjige: Usud estetičkoga suda (Mostar, 1998.) i Filozofski ekumenizam Karola Wojtyłe (Zagreb, 2005.). Objelodanio je i zbornik ramske gange: Raspivana Rama (Mostar, 1996.). Priredio je i tri knjige u okviru biblioteke Hrvatska katolička baština u izdanju Glasa Koncila i to: o krčkom biskupu Antunu Mahniću (2006.), o Tonu Smerdelu (2007.) i o vrhbosanskom nadbiskupu Ivanu Evanđelistu Šariću (2008.). Objelodanio je brojne književne kritike, studije i eseje te nastupio na brojnim simpozijima u domovini i inozemstvu. Suradnikom je brojnih časopisa. Od 1997. do 2002. honorarno je predavao na Filozofskom fakultetu Družbe Isusove u Zagrebu, naizmjenično: estetiku i metodiku nastave etike te držao seminare iz estetike; a na Katehetskom institutu KBF-a u Zagrebu, povijest filozofije. Od 1995. radi u Obrtničkoj školi za osobne usluge u Zagrebu kao profesor etike i vjeronauka. Bio je petnaest godina zaposlen. Zbog neispunjavanja e-matice, koja je prosvjetarski posao pretvarala sve više u administrativni, dobio je naprasni otkaz zajedno s kolegom Domagojem Orlićem. Na to je stupio u štrajk glađu ispred Ministarstva znanosti, obrazovanja i športa, koji je završio nakon sedamnaest dana. Član je Društva hrvatskih književnika u Zagrebu i Mostaru te Hrvatskoga filozofskoga društva u Zagrebu. Oženjen je, otac troje djece.

## Djela
- Trenuci, 1993.
- Noina arka, 1996.
- Usud estetičkog suda, 1998.
- Razsredištenost, 2003.
- Filozofski ekumenizam Karola Wojtyle, 2005.
- Litanije za p-ostanak na Kućanima, stihovi, 2007. (prev. na eng. Domagoj Orlić)
- Teret smrtnog života, 2008.
- Sluga Domovine. Život hrvatskoga viteza Vjekoslava Maksa Luburića generala Drinjanina, 2018.
- Moj manifest. Pjesme i prevratnička poetika na tragu što dalje od Antuna Branka Šimića, 2019.
- Vrapčanske priče, 2019.
- Izvorna pravednost svetoga Josipa, 2022.
- Četvrt stoljeća do književne kritike, 2024.

Objavio je mnoštva stručnih radova, knjiga pjesama i onih iz filozofije. Sudjelovao je u društvenim događajima iz kulture.
Djela je objavio u Književnoj Rijeci, Kolu, Lovrećkom libru, Maruliću, Motrištima, Metodičkim ogledima, Mostu, Novoj Istri, Novoj prisutnosti, Osvitu, Obnovljenom životu, Republici, Status quaestionis, 
Pisao je o filozofiji pape Ivana Pavla II., Anti Stamaću, Ivi Andriću, Jozefu Tischneru, Zdravku Kordiću, Josipu Sanku Rabaru, pjesmama Petra Milića Periše, o katoličkom pjesništvu, književnim kritikama Fabijana Lovrića, pjesništvu Siniše Očuršćaka, Božidaru Petraču kao književnom povjesničaru i dr.
Priredio:
- Raspivana Rama: zbornik ramske gange, 1996.
- Antun Mahnić: O lijepoj umjetnosti, 2006.
- Ton Smerdel: Duh umjetnosti. Eseji, 2007.
- Ivan Evanđelist Šarić: Suvremene spasonosne misli: eseji i okružnice, 2008.
- Jeronim Vladić: Cjelov mira: probrana misao, 2011.
- Vjekoslav Luburić: Branimo Hrvatsku ISTINOM!, Zagreb, 2020.

Preveo:
- Karol Wojtyła: Ljubav i odgovornost  (s poljskoga)
- Karol Wojtyła: Put do Krista - razmatranja za mlade (s poljskoga)
- Karol Wojtyła: Temelji etike (s poljskoga)
- Egon von Petersdorff: Demoni, vještice, spiritisti, 2012., Verbum-Split, Denona-Zagreb (s njemačkog)
- Eseji i aforizmi Lenarta Škofa (sa slovenskog)
- Barbara Meier: Franz Liszt
- pjesme Alfreda Mareka Wierzbickog (s poljskoga)
- Jarosław Iwaszkiewicz: Pripovijesti (s poljskoga)
- Bohdan Czeszko: Prolivanje krvi za domovinu  (s poljskoga)
- Milan Machovec: Smisao ljudske egzistencije (s češkoga)
- Christoph Schönborn: Ljubiti crkvu: duhovne vježbe održane papi Ivanu Pavlu II
- Roman Ingarden: Mala knjiga o čovjeku (s poljskoga)
- Joseph Roth: Priča o 1002. noći (s njemačkoga)
- Hans Sedlmayr: Gubljenje središta, Split, 2001. (s njemačkoga)
- Pisma svete sestre Faustyne, Zagreb, 2011. (s poljskoga)
- Marek Hłasko, Veliki strah, (s poljskoga)
- Zofia Nałkowska, Pokraj pruge (s poljskoga), 2024.

## Antologije i zbornici
- Mnogoglasje: Suvremeno hrvatsko pjesništvo Bosne i Hercegovine, prir. Zdravko Kordić i Krešimir Šego, 2000.
- Hercegovina: antologija hrvatske lirike, prir. Vjekoslav Boban, 2002.
- Jezik i hrid: pisana riječ članova DHK HB, izbor i prir. Zdravko Kordić, 2005.
- Sesvetski oblok: zbornik poezije (prir. Ivan Babić), 2006.
- Krist u hrvatskom pjesništvu: od Jurja Šižgorića do naših dana: antologija duhovne poezije (izbor i prir. Vladimir Lončarević), 2007.
- Kruh i vino: zbornik suvremene hrvatske duhovne poezije, (prir. Josip Sanko Rabar), 2009.
- Dreams dreamt long ago. lament, struggle, hope, and joy. 20th Century Croatian Poetry in Bosnia and Herzegovina = Davno sanjani snovi. Tužaljka, borba, nada i radost. Hrvatsko pjesništvo Bosne i Hercegovine 20. stoljeća, prir. Vinko Grubišić, Zdravko Kordić i Krešimir Šego, Denver, CO: Outskirts Press, Inc, 2009.
- 5. Hrvatski žrtvoslovni kongres 2010, (Zagreb, Voćin) (ur. Zvonimir Šeparović)

## Nagrade i priznanja
- 1. nagrada na 12. recitalu duhovno-refleksivnog pjesništva Josip Ozimec (uz Zdenku Maltar, Nevenrku Erman i Đurđu Ilijaš)